# 356 هـ
356 هـ هي سنة في التقويم الهجري امتدت مقابلةً في التقويم الميلادي بين سنتي 966 و967.

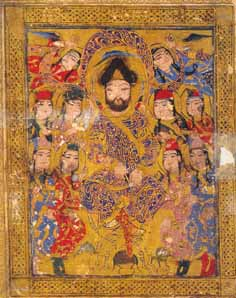
أبو الفرج الأصفهاني

## مواليد
- أبو عمران الفاسي، فقيه وأصولي مالكي.

## وفيات
- أبو علي القالي
- سيف الدولة الحمداني
- أبو الفرج الأصفهاني